# Hardline (Band)
Hardline ist eine US-amerikanische Hard-Rock-Band, die 1991 von den Brüdern Johnny und Joey Gioeli gegründet wurde.

## Geschichte
Gegründet wurde Hardline 1991 von den Brüdern Johnny und Joey Gioeli, nachdem beide zuvor bereits in mehreren Bands zusammen gespielt hatten, unter anderem bei Brunette. Als Unterstützung holten sie sich Gitarrist Neal Schon und Schlagzeuger Deen Castronovo von Journey ins Studio. Ebenfalls zum ersten Line-Up gehörte Ex-Sequel-Bassist Todd Jensen. 1992 veröffentlichten Hardline ihr erstes Album Double Eclipse, das mit Platz 17 der Billboard Heatseekers Charts einen vergleichsweise großen Erfolg hatte. Das Video zur Single Takin’ Me Down wurde auch bei MTV bekannt.
Bereits nach dem ersten Album drohte die Band wieder auseinanderzufallen. Schon kümmerte sich in der Folge um andere Projekte. Auch Castronovo und Todd Jensen verließen die Band kurz nach der Veröffentlichung und schlossen sich Ozzy Osbournes Band an. Castronovo kehrte 1996 ebenso wie Schon zu ihrer alten Band Journey zurück. Zum zweiten Album II (2002) holten die Gioeli-Brüder mit Bobby Rock einen ehemaligen Brunette-Kollegen als Schlagzeuger. Angel-Keyboarder Michael T. Ross schloss sich der Band ebenso wie weitere neue Musiker an. Auch das zweite Album hatte ansehnlichen Erfolg. Im Juni 2002 war Hardline Headliner beim The God-Festival im englischen Bradford, von dem auch eine Live-Aufnahme mitgeschnitten wurde.
Im Jahr 2009 veröffentlichte Hardline das Album Leaving The End Open, nun in veränderter Besetzung mit Michael T. Ross als Keyboarder, Jamie Brown als neuen  Bassisten und Atma Anur am Schlagzeug.
Das vierte Studioalbum Danger Zone wurde im Mai 2012 in wieder veränderter Besetzung veröffentlicht. Johnny Gioeli blieb der Band weiterhin als Frontmann und Sänger erhalten, änderte aber die komplette Besetzung von Hardline. Als Komponist der Songs fungierte der italienische Musiker Alessandro Del Vecchio, der bei den Aufnahmen auch die Backing Vocals und die Keyboards übernahm. Der Band schlossen sich neben dem neuen Gitarristen  Thorsten Koehne auch Anna Portalupi als Bassistin und der Schlagzeuger Francesco Jovin an.

## Bandmitglieder

Hardline live auf dem Rockharz 2019
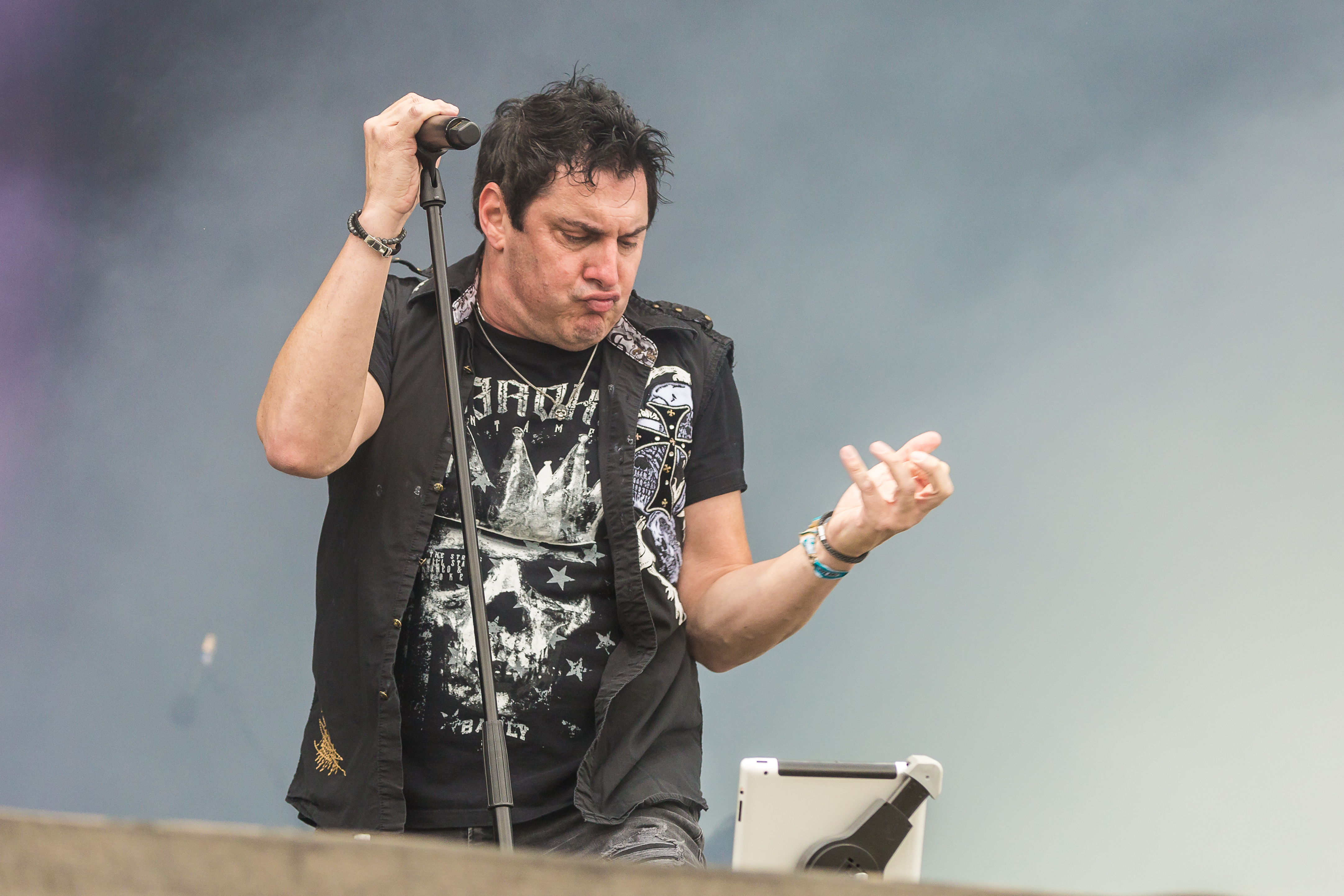
Sänger Johnny Gioeli
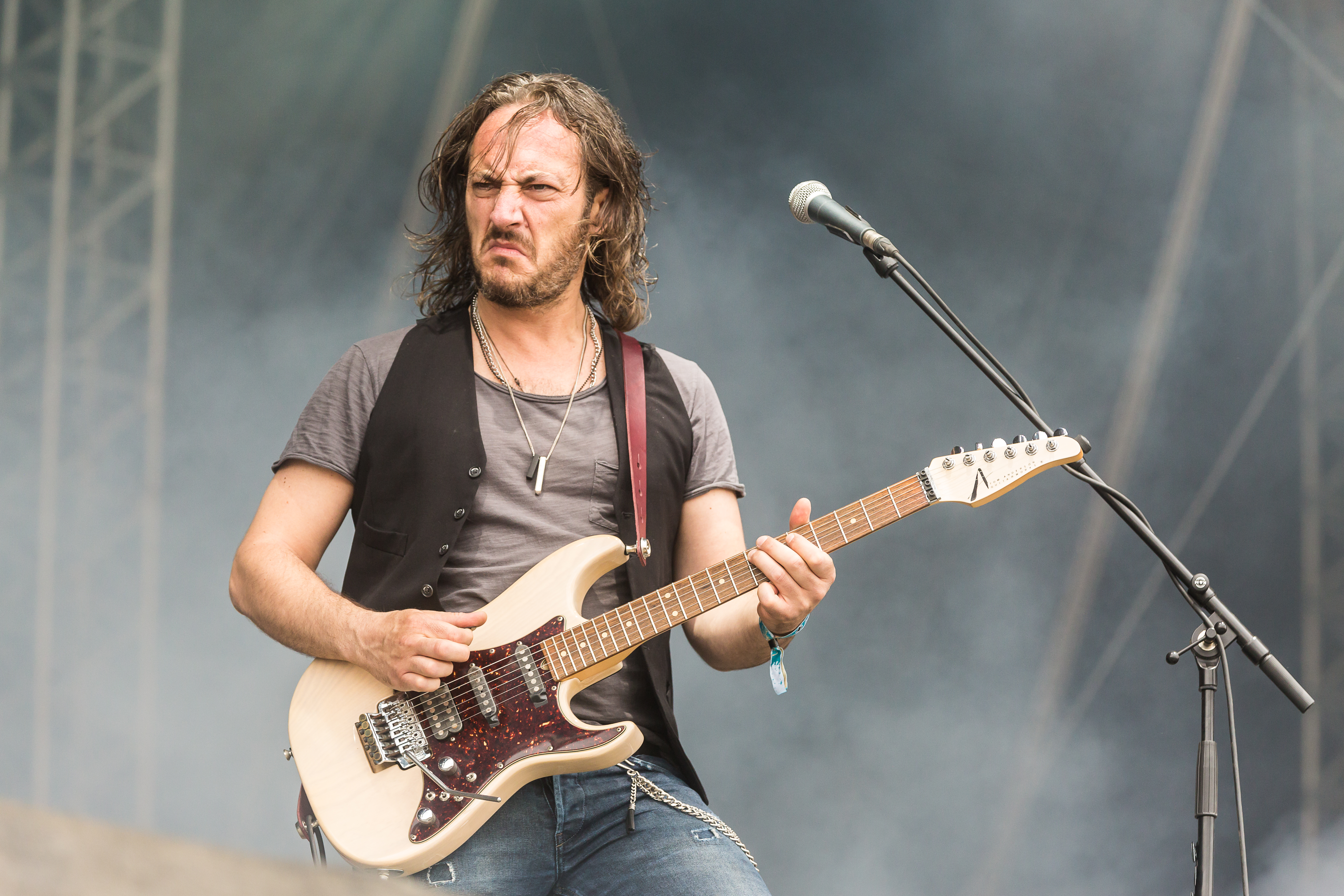
Gitarrist Mario Percudani
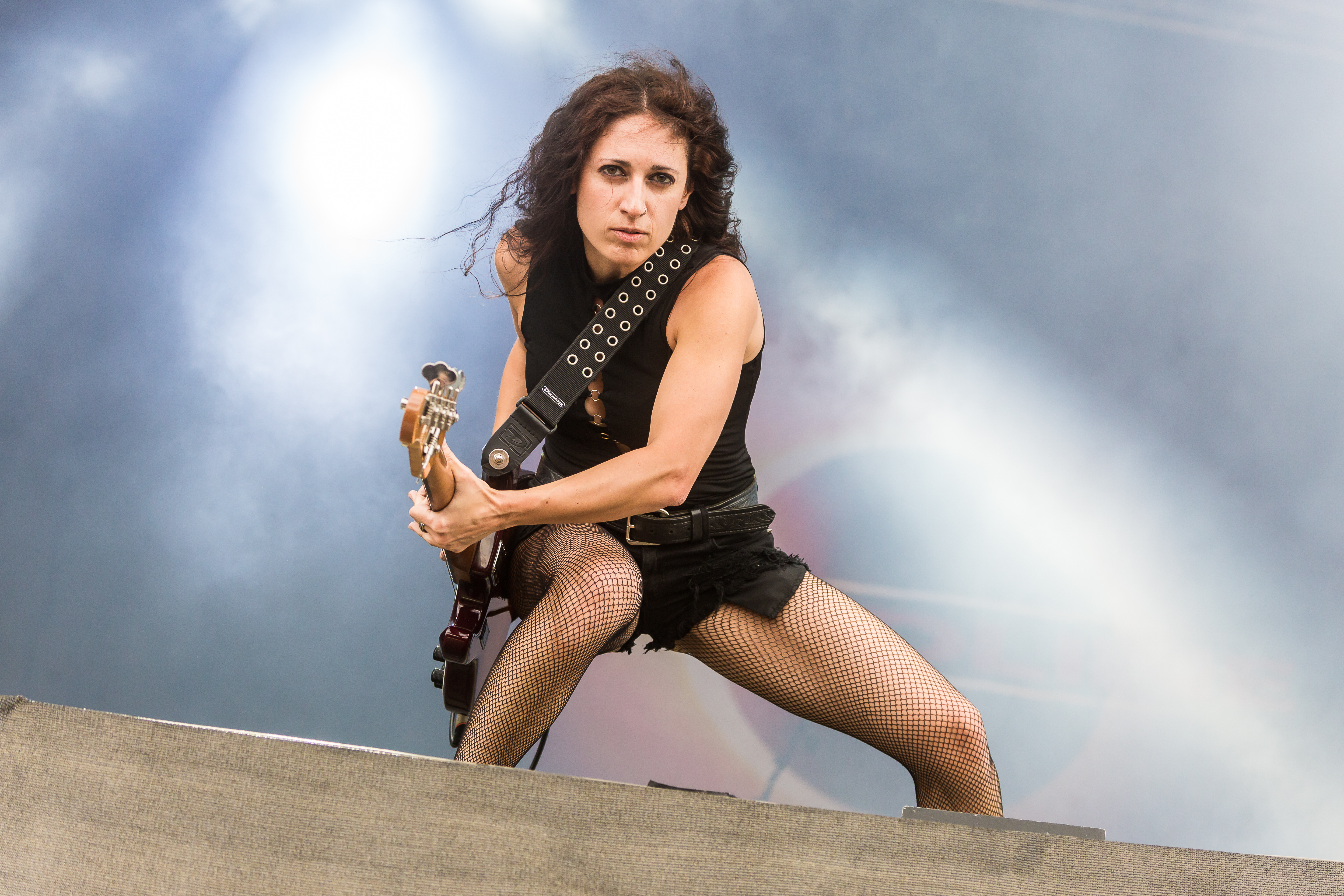
Bassistin Anna Portalupi
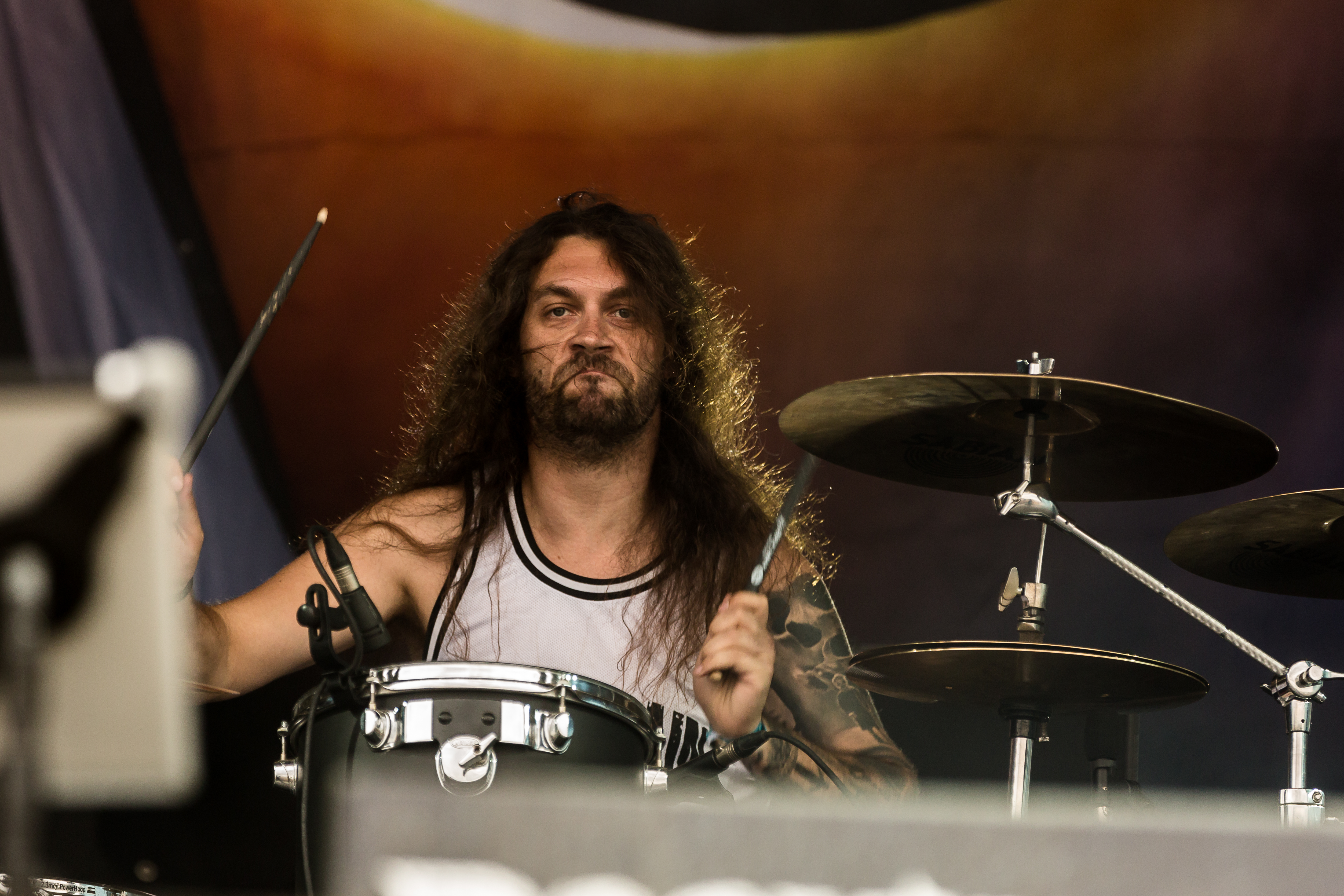
Schlagzeuger Marco Di Salvia
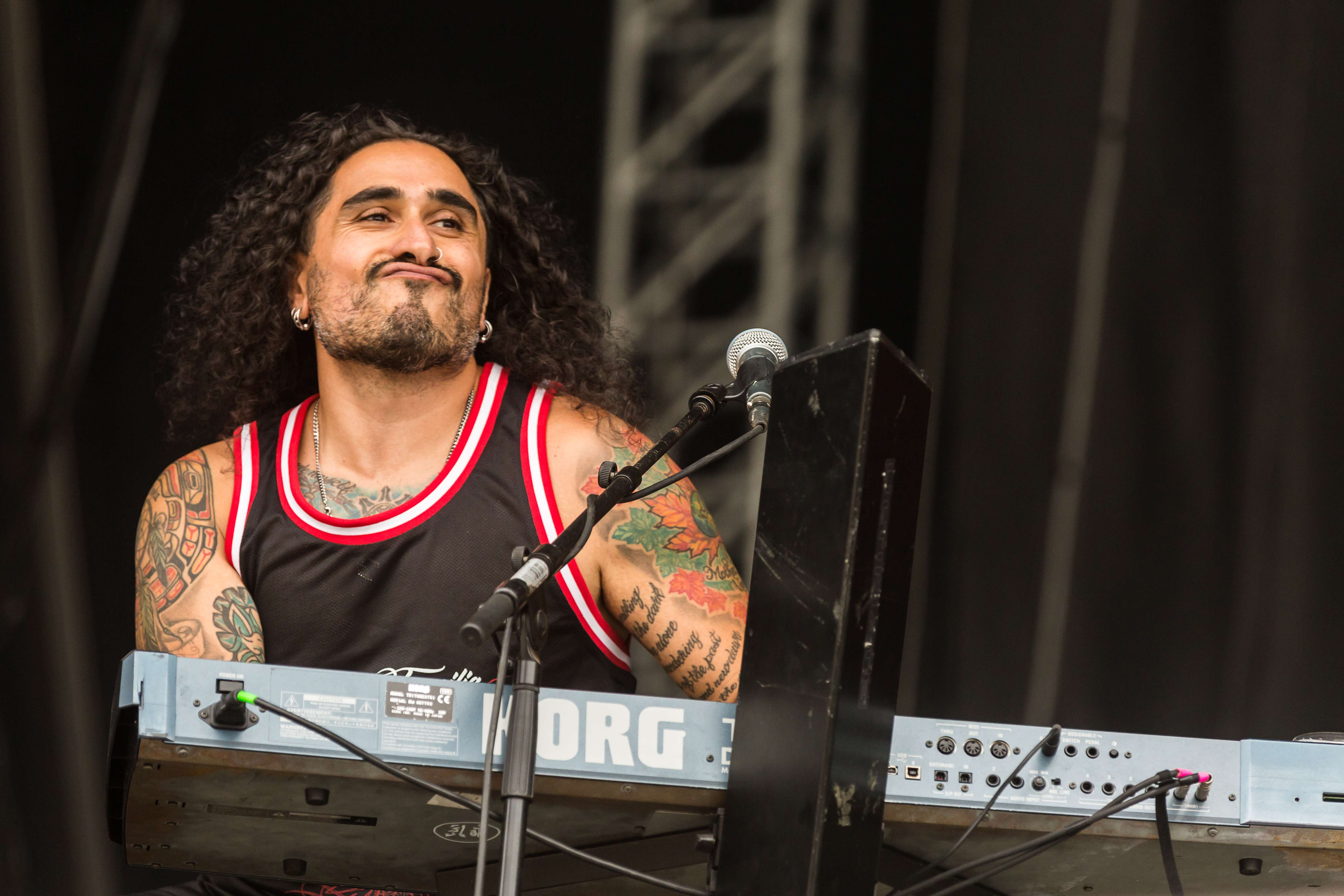
Keyboarder Alessandro Del Vecchio

## Diskografie
- 1992: Double Eclipse
- 2002: II
- 2003: Live at the Gods
- 2009: Leaving the End Open
- 2012: Danger Zone
- 2016: Human Nature
- 2019: Life
- 2021: Heart, Mind and Soul